# Оливия Данэм
Оливия Данэм (англ. Olivia Dunham) — персонаж телевизионного сериала «Грань», выходившего на американском телеканале Fox c 2008 по 2013 гг. Создателем персонажа явился один из авторов и продюсеров сериала Джей Джей Абрамс. Оливия Данэм является главным персонажем на протяжении всех пяти сезонов, появляясь в первом эпизоде телесериала в качестве агента ФБР, который занимается координацией деятельности ФБР и Департамента национальной безопасности. После событий «Пилота» агент Данэм становится членом особого межведомственного подразделения «Грань», которое занимается тайным расследованием сверхъестественных событий, находящихся за гранью реальности и понимания. В качестве научного гражданского консультанта она привлекает в это подразделение доктора Уолтера Бишопа, который имеет обширный опыт в области науки за гранью, но провел последние 17 лет в психиатрической лечебнице, а для присмотра за отцом его сына Питера, который впоследствии станет главным романтическим интересом, а затем и мужем Оливии.
Начиная со второго сезона в сюжет сериала вводится двойник Оливии Данэм из параллельной вселенной, или Лже-Оливия, которая обладает собственной сюжетной линией, исходя из событий параллельной реальности.
Обе роли играет актриса Анна Торв, которая получила несколько премий за свое исполнение, в том числе 4 премии «Сатурн», что делает её рекордсменом среди обладателей по количеству наград, полученных подряд. В эпизоде «Объект № 13» (3х15) роль маленькой Оливии Данэм исполнила Карли Скотт Коллинз.

## История персонажа
Оливия Данэм выросла на военной базе в Джексонвилле, штат Флорида. Там она некоторое время была в экспериментальной группе Уолтера Бишопа и Уильяма Белла, которые проводили испытания нового лекарства кортексифан в надежде повысить интеллектуальный уровень детей, привить им паранормальные способности и таким образом подготовить команду для войны с параллельной вселенной. Когда Оливии было 9 лет, она тяжело ранила своего отчима, избивавшего её и её мать. Мать Оливии умерла, когда ей было 14 лет.
До прихода в отделение «За гранью» Оливия служила специальным агентом по расследованию преступлений в морском корпусе, а затем агентом по межведомственным связям между ФБР и Департаментом национальной безопасности. Её напарником и возлюбленным в это время был Джон Скотт, который пострадал во время расследования происшествия на борту рейса из Гамбурга, попав под взрыв химических веществ необычного происхождения. Чтобы спасти любимого человека, Оливия находит доктора Уолтера Бишопа, работавшего со схожим веществом много лет назад. Доктор Бишоп не только помогает избавиться от последствий химической атаки, но проводит эксперимент по внедрению разума Оливии в подсознание Джона Скотта, от чего ещё некоторое время агент Данэм испытывает побочные эффекты, путая воспоминания. Джон Скотт погибает во время погони, и Оливии понадобится некоторое время, чтобы пережить его потерю и открыть для себя, что он не был предателем, каковым его считают в обеих силовых структурах.
Во время дальнейшей работы с Уолтером и Питером Бишопами Оливия вспоминает, что была подопытной в испытаниях кортексифана, и даже проявляет паранормальные способности, например, телекинез, в экстремальных ситуациях. Во время расследований Оливия регулярно сталкивается с представителями компании Massive Dynamic, находится в постоянном контакте с её председателем Ниной Шарп, однако встретиться с истинным руководителем, Уильямом Беллом, ей удается только в конце первого сезона. Это происходит с помощью её временного перехода в другую реальность, что влечет за собой автомобильную аварию в реальности изначальной.
Оливия, как и другие подопытные эксперимента с кортексифаном, может отличать предметы и людей из другой реальности, поэтому она видит сущность Питера Бишопа, однако хранит это в секрете по просьбе Уолтера. В конце второго сезона она вместе с Уолтером переходит в параллельную вселенную, чтобы спасти Питера от гибели. Однако за несколько минут до перехода её подменяет двойник, которую Уолтер позже назовет Лже-Оливией.
Оливию накачивают психотропными препаратами и вживляют воспоминания её двойника, поэтому некоторое время она полностью ассоциирует себя с ней. Оливия Данэм успевает вернуться в свою вселенную, избежав смерти, примерно в тот момент, когда из этой вселенной «эвакуируют» Лже-Оливию. Вернувшись домой, Оливия узнает, что все это время у Питера был роман с её двойником, и ей нужно время, чтобы понять и простить его, после чего они начинают отношения. На некоторое время тело Оливии находится в плену разума Уильяма Белла, которого Уолтер Бишоп вернул с помощью технологии «магнитов души», но Белл уходит из разума Оливии, когда осознает, что он убивает её.
Когда двойник Уолтера Бишопа (Альт-Уолтер) из параллельной вселенной активирует машину, позволяющую уничтожить одну из реальностей, Питер, единственный, кто может этой машиной управлять, видит будущее, в котором выжила только их вселенная: в 2026 году Оливия Данэм возглавляет подразделение «Грань», она замужем за Питером. В этой версии будущего Оливия погибает от рук Альт-Уолтера.
Питер Бишоп стирается из временной линии, а значит меняется и жизнь Оливии. Постепенно выясняется, что своего отчима она не ранила, а убила, а после смерти матери её воспитывала Нина Шарп, председатель совета директоров компании Massive Dynamic. Когда Питер возвращается в результате временного парадокса, память Оливии из альтернативной временной линии начинает медленно поглощаться воспоминаниями Оливии из изначальной временной линии, и к концу четвёртого сезона Оливия помнит и знает всё, о чём знала до «стирания» Питера из времени. Когда она «вспоминает» Питера и заново влюбляется в него, они продолжают отношения. В конце четвёртого сезона Оливия объявляет Питеру, что она беременна. Была застрелена Уолтером Бишопом, чтобы остановить столкновение вселенных, когда Уильям Белл использовал её активированные кортексифановые способности в качестве источника энергии для этого процесса. Однако, учитывая повышенную регенерацию, также вызванную кортексифаном, после извлечения пули вернулась к жизни.
В 2015 году во время вторжения Наблюдателей Оливия и Питер теряют свою дочь Генриетту. Питер всецело поглощен поисками, жертвуя отношениями с Оливией. Она, в свою очередь, старается заглушить боль утраты, помогая Уолтеру реализовать план по сокрушению захватчиков, в результате чего оказывается замурованной в янтарь в Нью-Йорке, вдали от остальной команды «Грань». Её находят в 2036 году, когда Генриетта Бишоп, взрослая дочь Оливии и Питера, участница сопротивления, с помощью коллег и друзей «размораживает» из янтаря команду «Грань». Когда Генриетта погибает, Оливия подавлена, но она находит в себе силы продолжать выполнение плана Уолтера, а также вернуть Питера.
Когда план по изменению временной линии сработал и нападения наблюдателей в 2015 году не произошло, Оливия Данэм — счастливая супруга и мать.

### Лже-Оливия
Лже-Оливия впервые появляется в эпизоде «По ту сторону». В параллельной вселенной она также является агентом подразделения «Грань». О её детстве неизвестно почти ничего. Её мать жива, а сестра умерла при родах. Она выросла в мире, где каждый день происходят паранормальные события, и привыкла к этому. Она уверена, что изначальная вселенная ведет с ними войну и собирается их уничтожить.
Лже-Оливия по приказу Альт-Уолтера отправляется в изначальную вселенную, подменив Оливию Данэм, чтобы достать части для его машины, которая уничтожит изначальную вселенную. Ей долгое время удается успешно выдавать себя за Оливию, однако Питер подмечает странности. Когда её прикрытие раскрывается, Лже-Оливию «эвакуируют» из изначальной вселенной обратно, где она вскоре узнает, что беременна от Питера Бишопа. Это разрушает её отношения с женихом Фрэнком Стэнтоном. Её беременность, по скрытому приказу Альт-Уолтера, ускоряют, и она рожает сына Генри, чье ДНК Альт-Уолтер хочет использовать для активации машины. Однако Лже-Оливия с помощью своего старшего офицера Линкольна Ли пытается помешать этому плану.
После создания моста между вселенными и стирания Питера из временной линии Лже-Оливия находится в отношениях с Фрэнком, и у неё никогда не было ребёнка. При этом она не замечает влюблённости Линкольна Ли. После его гибели она подавлена, с эмоциональными проблемами ей помогает справиться Линкольн Ли из оригинальной вселенной, который остается с ней после закрытия моста. В конце сериала Лже-Оливии около 57 лет, она возглавляет отделение «Грань» в параллельной вселенной, замужем за Линкольном и имеет взрослого сына.

## Создание персонажа
Австралийская актриса Анна Торв была выбрана на роль Оливии Данэм после долгого кастинга. Именно в ней создатели увидели «женщину, похожую на агента ФБР, и одновременно уязвимость. А также глубину и историю в ее глазах». Торв проходила свое собеседование по Интернету, уже на следующий день ей было объявлено, что она получила роль, и должна приехать на съемки в Торонто.
Впоследствии актрисе пришлось играть двух различных персонажей — похожие, но в то же время разные версии одной и той же женщины. Для другой Оливии было решено создать полностью новый визуальный образ. Один из исполнительных продюсеров Джефф Пинкнер отмечал, что, когда Торв появилась на съемочной площадке в новом облике, она преобразила персонажа в игривой и сексуальной манере. Для изменения образа Оливии — блондинки с длинным волосами — сначала планировали обрезать волосы, потом было принято решение перекрасить их в каштановый цвет, чтобы отличать героинь друг от друга. К тому же Лже-Оливия использует больше косметики.

## Описание
Оливия Данэм предстает помешанным на своем деле, блестящим детективом, чье тяжелое прошлое будет сглажено временем. Она одиночка, полностью состредоточена на работе. Помимо Джона Скотта близко общается только с коллегой по ФБР Чарли Фрэнсисом, чью смерть от рук «оборотней» воспринимает очень близко к сердцу. У неё обострено чувство справедливости, она умеет сострадать. Испытания кортексифана повлияли на Оливию так, что она практически ничего не боится. Ко всем своим отношениям она подходит через призму жестокого отчима, ей нелегко подпускать к себе людей. Поэтому она долго не может пережить предательство, как она думает, Джона Скотта. Начать отношения с Питером, после того, как он не разгадал её двойника, для неё также было трудно. Знакомство с Питером и Уолтером делает её более терпимой. После перезапуска временной линии и до полного принятия воспоминаний «другой» Оливии она более прямолинейна и резка. У Оливии эйдетическая память, она бегло говорит по-немецки.
Лже-Оливия, в свою очередь, более раскованна и уверена в себе, она настроена на победу. Ей характер больше отражает военное положение, в котором находится её вселенная. У неё есть друзья и стабильные отношения с Фрэнком Стэнтоном. Несмотря на очевидные различия в судьбе героинь из разных вселенных, они обе борются за то, что считают правым делом, обе стараются восстановить справедливость в своих мирах. В конце обе признаются друг другу, что обладают качествами, которые каждая из них хотела бы видеть в себе.

## Критика
Торв получила в целом положительные отзывы за своё исполнение роли Оливии Данэм, хотя после первых серий критики были менее благосклонны.
MSNBC воздал должное Торв и её героине, написав, что «Оливия является душой сериала — она готова нападать и защищаться, но при этом она уязвима. Торв знает, как подать героиню правильно даже в самой бурной сцене. А спортивные скромные брючные костюмы и легки макияж делают ее правдоподобным красвым профессионалом, а не раскидывающей преступников направо-налево секс-бомбой».
К середине первого сезона критики стали отмечать, что Тор освоилась в своей роли и даже немного переосмыслила персонажа, прислушавшись к отзывам, а её нейтральность и зажатость, за что её ругали в первых сериях, уступили место человечности. В 2011 году исполнительные продюсеры Джефф Пинкнер и Дж.Х.Уайман объяснили, что персонаж и был задуман таким безэмоциональным из-за тяжелых условий её детства и всего, через что ей пришлось пройти. И несмотря на то, что главный герой, представленный таким способом, может не найти симпатий, именно это и было целью создателей.
Особое признание критиков получило поочередное исполнение Анной Торв двух ролей — Оливии и её двойника из параллельной вселенной на протяжении второго, третьего и четвёртого сезонов. Было отмечено, что это позволило шоу выйти на новый уровень межличностных отношений, а также дало зрителям возможность увидеть Оливию с другой стороны, в которой есть место злобе, юмору и чувственности. Time Magazine назвал исполнение Торв «ролью года», подчеркнув что ей удалось преподнести злого близнеца Оливии не как «мультяшно-злодейскую» версию самой себя, а как реального человека. При этом она продолжала правдоподобно играть потрясение и травму похищенной, затем вернувшейся Оливии, чье эмоционально сложное воссоединение с Питером сделало невообразимое положение вещей реальным и трогательным.

## Комментарии
1. ↑  Принимая во внимания дату выхода «Пилота» и сюжет серии «Лекарство» (1х06).